# Григор I Ашотян
Григор I Ашотян (арм. Գրիգոր Ա Աշոտյան) (год. рожд. неизв. — 1072 или 1084) — царь Сюника с 1051 по 1072 годы.

## Биография
Григор I наследовал брату Смбату II. Укрепил союз с Лорийским царством. В 1046 году совместная армия Григора I и царя Лори Давида Безземельного нанесла поражение вторгшимся в Лори войскам Шеддадидского эмира Двина Абу-л Асвара. Для противостояния набегам турок-сельджуков Григор I сумел объединить все воинские силы сюникских князей. Учитывая несравнимое численное преимущество войск Алп-Арсланa, Григор I для спасения края от разорения признал номинальную зависимость от последнего. Не имея наследника, передал власть старшему брату жены Сенекериму, происходившему из соседней армянской области Хачен.

«В 523 — 1074 году эмир П'атлун послал на Гандцак Пахлава Васака, сына Григopия Магистроса, со всем войском, бывшим у него под рукою, против неприступных крепостей Бахк' и Капана. Он проник туда обманом и убил армянского царя, Сенехерима; ибо здешние цари были Армяне по происхождению, и род их продолжался до последних дней двух бездетных братьев, Сембата и Григория, назначивших по себе наследником царства малолетного Сенехерима армянина, убитого по приказанию П'атлуна. Таким образом угас там и этот светильник; и началось господство Парсов.— Вардан Великий, «Всеобщая история»